# 914 Palisana
914 Palisana је астероид главног астероидног појаса са пречником од приближно 76,61 .
Афел астероида је на удаљености од 2,981 астрономских јединица (АЈ) од Сунца, а перихел на 1,935 АЈ. 
Ексцентрицитет орбите износи 0,212, инклинација (нагиб) орбите у односу на раван еклиптике 25,215 степени, а орбитални период износи 1408,016 дана (3,854 године). 
Апсолутна магнитуда астероида је 8,76 а геометријски албедо 0,094.
Астероид је откривен 4. јула 1919. године.